# Bannières
 Bannières  là một xã thuộc tỉnh Tarn, trong vùng Occitanie thuộc miền nam nước Pháp. Xã này nằm ở khu vực có độ cao trung bình 250 mét trên mực nước biển.